# Espiunca

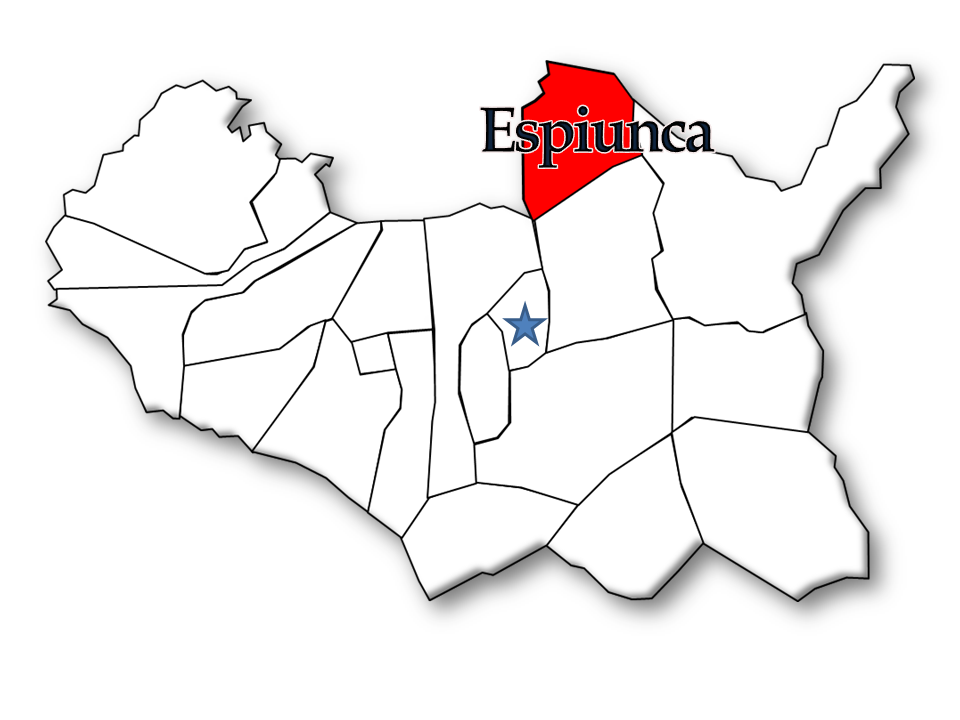
Localização no Município de Arouca

Espiunca é uma povoação portuguesa do município de Arouca que foi sede da extinta freguesia de Espiunca que tinha 14,22 km² de área e 382 habitantes (2011), e, por isso, uma densidade populacional de 26,9 hab/km².
A freguesia de Espiunca foi extinta em 2013, no âmbito de uma reforma administrativa nacional, tendo sido agregada à freguesia de Canelas, para formar uma nova freguesia denominada União das Freguesias de Canelas e Espiunca com sede em Canelas.

## População
| População da freguesia de Espiunca | População da freguesia de Espiunca | População da freguesia de Espiunca | População da freguesia de Espiunca | População da freguesia de Espiunca | População da freguesia de Espiunca | População da freguesia de Espiunca | População da freguesia de Espiunca | População da freguesia de Espiunca | População da freguesia de Espiunca | População da freguesia de Espiunca | População da freguesia de Espiunca | População da freguesia de Espiunca | População da freguesia de Espiunca | População da freguesia de Espiunca |
| ---------------------------------- | ---------------------------------- | ---------------------------------- | ---------------------------------- | ---------------------------------- | ---------------------------------- | ---------------------------------- | ---------------------------------- | ---------------------------------- | ---------------------------------- | ---------------------------------- | ---------------------------------- | ---------------------------------- | ---------------------------------- | ---------------------------------- |
| 1864                               | 1878                               | 1890                               | 1900                               | 1911                               | 1920                               | 1930                               | 1940                               | 1950                               | 1960                               | 1970                               | 1981                               | 1991                               | 2001                               | 2011                               |
| 493                                | 481                                | 489                                | 521                                | 589                                | 658                                | 656                                | 748                                | 836                                | 766                                | 644                                | 593                                | 545                                | 477                                | 382                                |

| Distribuição da População por Grupos Etários | Distribuição da População por Grupos Etários | Distribuição da População por Grupos Etários | Distribuição da População por Grupos Etários | Distribuição da População por Grupos Etários | Distribuição da População por Grupos Etários | Distribuição da População por Grupos Etários | Distribuição da População por Grupos Etários | Distribuição da População por Grupos Etários | Distribuição da População por Grupos Etários |
| -------------------------------------------- | -------------------------------------------- | -------------------------------------------- | -------------------------------------------- | -------------------------------------------- | -------------------------------------------- | -------------------------------------------- | -------------------------------------------- | -------------------------------------------- | -------------------------------------------- |
| Ano                                          | 0-14 Anos                                    | 15-24 Anos                                   | 25-64 Anos                                   | < 65 Anos                                    |                                              | 0-14 Anos                                    | 015-24 Anos                                  | 25-64 Anos                                   | < 65 Anos                                    |
| 2001                                         | 82                                           | 94                                           | 210                                          | 91                                           |                                              | 17,2%                                        | 19,7%                                        | 44,0%                                        | 19,1%                                        |
| 2011                                         | 44                                           | 56                                           | 192                                          | 90                                           |                                              | 11,5%                                        | 14,7%                                        | 50,3%                                        | 23,6%                                        |

## Património
- Igreja de São Martinho (matriz)
- Capelas de São Pelágio e do Senhor dos Enfermos
- Vários cruzeiros, nomeadamente no lugar de Vila Viçosa
- Vestígios do convento das Freiras Bentas
- Trecho do rio Paiva
- Moinhos de água